# Aphantophryne
Genre
Aphantophryne est un genre d'amphibiens de la famille des Microhylidae.

## Répartition
Ce genre regroupe trois espèces endémiques de Papouasie-Nouvelle-Guinée.

## Liste des espèces
Selon Amphibian Species of the World (22 mars 2020) :
- Aphantophryne minuta Zweifel & Parker, 1989
- Aphantophryne nana (Brown and Alcala, 1967)
- Aphantophryne pansa Fry, 1917
- Aphantophryne parkeri (Loveridge, 1955)
- Aphantophryne sabini Zweifel & Parker, 1989

## Étymologie
Le nom de ce genre, du latin, Aphanticus, « de terre inculte » et phrynus, « le crapaud », a été choisi en référence à l'habitat de ces espèces.

## Publication originale
- Fry, 1917 "1916" : Description of Aphantophryne, a new Batrachian Genus from New Guinea; With Comparative Notes on the Pectoral Musculature. The Proceedings of the Linnean Society of New South Wales, vol. 41, p. 770-785 (texte intégral).